# 周泓旭
周泓旭（1987年10月1日—），生於中華人民共和國遼寧省本溪市。曾加入中國共產主義青年團，2012年至2016年間至台灣國立政治大學留學，取得碩士學位。於2017年因涉及共諜案遭到逮捕起訴，以預謀發展情報組織未遂，判決有罪。

## 生平
2009年，就讀浙江大學。據中央社與聯合報記者採訪其友人，他在此時曾經以交換學生名義至淡江大學就讀二個月，但在2017年時，淡江大學校方稱查無記錄。
2012年4月，台灣「大學校院招收大陸地區學生聯合招生委員會」公布分發名單，周泓旭列為國立政治大學企業管理研究所正取生，並在2012年9月進入就讀，2016年7月31日畢業。
周泓旭碩士延畢2年，《中國時報》曾訪問其同校的不具名東亞研究所畢業生，周泓旭在學期間，常與政治相關系所學生交往，專門與有志報考軍情局、國安局、調查局等單位的東亞所學生，打探考試相關內容。
2016年，周泓旭的政治大學碩士論文引用新黨青年軍侯漢廷的《鬼島那些事》節目，以「互聯網時代以IP為主的自媒體營運策略－以《鬼島那些事》為例」為題。
周泓旭於2015年4月在中國統一聯盟主席紀欣創辦的《觀察》（The Observer）投稿一篇名為《台灣民主的宿命》的文章，批評太陽花學運是「太陽花學亂」，並表示：「太陽花學運對兩岸關係帶來諸多不利的影響」、「台灣民主從一開始就問題多多」、「妥協與合作精神不夠成熟」、「執政黨（中國國民黨）不能統領全局，在野黨（民主進步黨）為反對而反對、恣意杯葛」及「民主政權往往畫虎不成反類犬，台灣似不能倖免於外」。
2017年3月10日，周泓旭臉書被網友起底，臉書好友名單有多位泛藍人士（包含中國國民黨籍洪秀柱和毛嘉慶，新黨籍王炳忠、侯漢廷及唐慧琳）與親共人士（包括中華統一促進黨籍李承龍，中華愛國同心會成員張秀葉，統派人士張瑋珊）。
新黨發言人王炳忠對此回應：「兩人是在台灣大學中華復興社舉辦的座談會認識，因反太陽花學運結緣，會私下吃飯，交流意見」，並表示：「他有蒐集蔣公公仔的習慣」。

同日晚間，中國大陸民運人士王丹在臉書直播爆料，周泓旭的臉書ID「zggcdwsohyeah」，是漢語拼音第一個字母的縮寫，意思為「中國共產黨萬歲喔耶」，此消息被台灣各大媒體紛紛報導。
周泓旭於2016年畢業後，離開台灣。取得在香港設立的台灣詠銘國際公司董事身份，於2017年2月，以經商為由，入境台灣。入境後，會見台灣外交部一名官員，在飯局中要求他加入情報組織，為中國提供情報。經舉報，遭調查局逮捕。台北地檢署認定他先前在台灣居留時，曾多次向台灣公務人員提供一萬美金，以介紹在中華人民共和國工作為理由，企圖在台灣發展情報組織，進行審訊。周泓旭認罪，後遭起訴。
2019年，周泓旭共諜案被判有罪，因徒刑與羈押時間相等，獲釋出獄。但因同案追加起訴王炳忠案，仍被限制出境。中國官媒《環球時報》派人至台灣專訪周泓旭，周泓旭聲稱自己被陷害，否認是中國間諜。
2022年王炳忠案被判決無罪後，依法由台灣出境，經日本，回到中華人民共和國。

## 司法案件

### 共諜案
因涉嫌吸收一名外交部官員未遂，台灣高等法院於2018年依國家安全法判處周泓旭1年2月有期徒刑。於2019年，最高法院駁回上訴後定讞。

### 王炳忠案
在2017年被逮捕後，台北地檢署另外查出，周泓旭曾經吸收新黨王炳忠等人，發展情報組織。同案，周泓旭資料中查出星火T計畫等資料，意圖在台灣發展情報組織，而內容涉及之相關各方皆否認檢方指控。經起訴後，高等法院二審於2022年認定檢方舉證不足，判決5人無罪。